# Cathedral (US-amerikanische Band)
Cathedral ist eine US-amerikanische Progressive-Rock-Band.

## Geschichte
Bassist Fred Callan und Keyboarder Tom Toncourt spielten in der ersten Hälfte der 1970er-Jahre in einer Psychedelic-Rock-Band namens Odyssey. Als diese 1975 zerbrach, gründeten sie mit weiteren Musikern Cathedral. Ursprünglich ebenfalls im Psychedelic Rock verhaftet, entwickelte sich die Band unter dem Einfluss von Genregrößen wie King Crimson, Yes, Genesis und Gentle Giant hin zum Progrock.
Die Band nahm in den späten 1970er-Jahren ein zweites Album namens Epilogue auf, das mangels Interesse von Plattenfirmen aber nie veröffentlicht wurde. Wenig später trennte sich die Band.
Gitarrist Perrone und Schlagzeuger Caronia spielten in den 1980er-Jahren in der New-Wave-Band Industry, die zwei Alben auf Capitol Records veröffentlichte.
2003 reformierte sich die Band in Originalbesetzung. 2006 begab sie sich für Aufnahmen in ein Studio; zu dieser Zeit verließ Perrone die Band und wurde durch David Doig, Inhaber einer Musikschule in der Nähe von New York, ersetzt. 2007 erschien das selbstproduzierte Album The Bridge. 2008 unterzeichnete die Band einen Vertrag beim französischen Label Musea Records, ein weiteres Album erschien aber nicht.
Tom Doncourt verstarb 2019 im Alter von 63 Jahren.
Die schwedische Progrock-Band Änglagård benennt Cathedral als Einfluss.

## Stil
Cathedral orientierten sich musikalisch vor allem an der britischen Progressive-Rock-Band Yes – sowohl kompositorisch als auch vom Instrumentarium her (Mellotron, Rickenbacker-Bass u. a.). Auf ihrem Album Stained Glass Stories (1978) sind daher teilweise deutliche Parallelen zum Yes-Album Tales from Topographic Oceans zu hören.

## Diskografie
- 1978: Stained Glass Stories (Delta Records)
- 2007: The Bridge (kein Label)